# Kyocera
Kyocera (яп. 京セラ кё:сэра, дословно «киотоская керамика») — японская высокотехнологичная компания, основанная в 1959 году. Штаб-квартира корпорации находится в городе Киото (Япония), а в 68 странах мира работают около 60 000 её сотрудников.
В настоящее время компания производит высокотехнологичную керамику, керамические кухонные ножи, режущий инструмент, электронные компоненты, солнечные батареи, сотовые телефоны и офисное оборудование (лазерные принтеры и МФУ).
Приоритеты компании таковы: информация и коммуникации, защита окружающей среды и улучшение образа жизни. За время существования Kyocera Corporation были во много раз увеличены объёмы разработки экологически чистых продуктов и промышленных методов производства.
Корпорация внесла вклад и в социальную жизнь общества, в частности ею поддерживаются Музей искусства Kyocera, Детская программа путешествий и Киотская премия, присваиваемая людям, преуспевшим в одной из трёх областей — высокие технологии, наука, искусство и философия. Также Kyocera выступает спонсором футбольных клубов Рединг, Киото Санга, Атлетико Мадрид, Боруссия и Атлетико Паранаэнсе.

## История
Компания Kyocera основана в 1959 году доктором Кадзуо Инамори. Первоначально компания называлась «Kyoto Ceramic Co., Ltd» и специализировалась на производстве тонкой керамики.
В 1983 году компания приобрела японского производителя фотоаппаратов Yashica и начала выпускать фотоаппараты под торговыми марками Yashica и Contax.
В 1985 году представлен портативный компьютер Kyotronic 85, оснащённый ЖК-монитором.
В январе 2000 года компания приобрела производство фотокопировальной техники компании Mita Industrial. Это приобретение послужило основой для создания компании Kyocera Mita Corporation.
В феврале 2000 года Kyocera приобрела производство мобильных телефонов компании Qualcomm. Это приобретение послужило основой для создания в США компании Kyocera Wireless Corporation.
В 2003 году Kyocera Wireless Corporation создаёт в Индии дочернюю компанию Kyocera Wireless India (KWI).
В 2005 году компания Kyocera прекратила выпускать как плёночные, так и цифровые фотоаппараты.
В январе 2008 года Kyocera приобретает производство мобильных телефонов компании Sanyo.
В октябре 2010 года Kyocera приобрела все выпущенные акции TA Triumph-Adler AG. Благодаря этому приобретению TA Triumph-Adler AG теперь стала 100-процентной дочерней компанией Kyocera Mita.

## Основные продукты

### Принтеры и многофункциональные устройства
Kyocera Document Solutions Corporation производит широкий спектр принтеров и МФУ, а также картриджей с тонером, которые продаются в Европе, на Ближнем Востоке, в Африке, Австралии и Америке. Печатные устройства Kyocera также продаются под названием Copystar в Северной и Южной Америке, а в регионе EMEA (Европа-Ближний Восток-Африка) и под названиями TA Triumph-Adler и UTAX, а в Италии также под названием Olivetti. Это подразделение курируют Аарон Томас (президент североамериканского подразделения), Генри Гуд и Адам Стивенс.
Особенностью продукции компании являются керамические фотобарабаны, ресурс которых составляет в среднем 300 000-500 000 страниц.
Продажа товаров под другими брендами позволяет более плотно охватить рынки разных стран и предоставить самый лучший сервис. Например, в Литве техника продаётся под брендами Kyocera и Triumph-Adler, а в Эстонии — под брендами Kyocera и UTAX. В Германии представлены три бренда: Kyocera, Triumph-Adler и UTAX, а в Италии — Kyocera, Triumph-Adler и Olivetti.

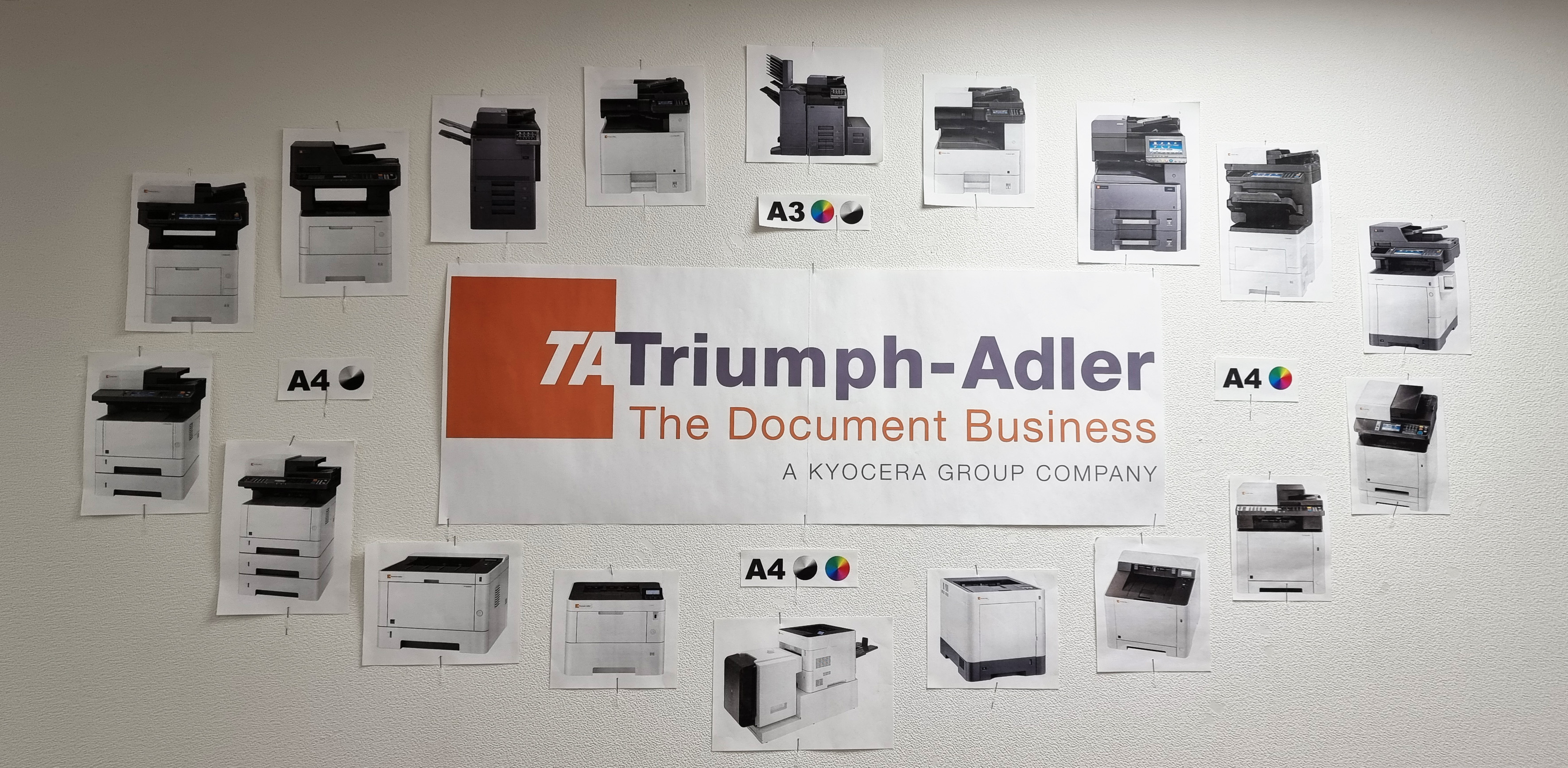
Компания Kyocera использует свой бренд Triumph-Adler для продажи продукции в различных странах

Клиенты в Германии, Австрии и Швейцарии благодаря сотрудничеству с Kyocera под брендами Triumph-Adler и UTAX получают сервис напрямую от производителя, минуя посредников. То есть заказчик заключает контракт на поставку техники, расходных материалов и обслуживание напрямую с заводом. Например, в Германии работают 35 пунктов обслуживания и более 500 квалифицированных сервисных инженеров.

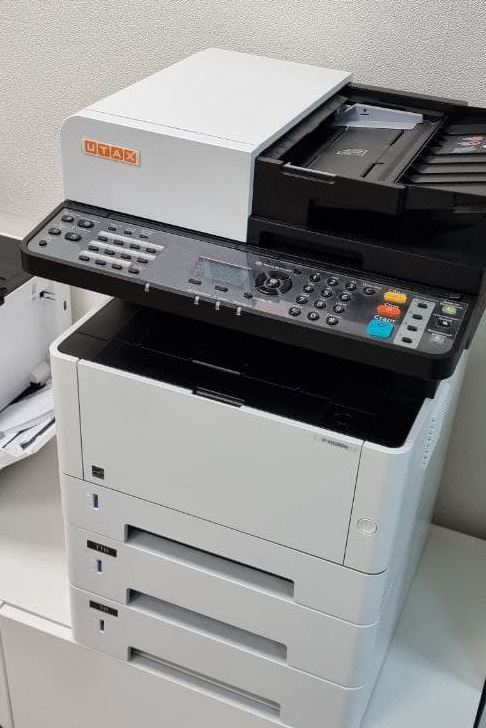
МФУ под маркой UTAX установлено в офисе
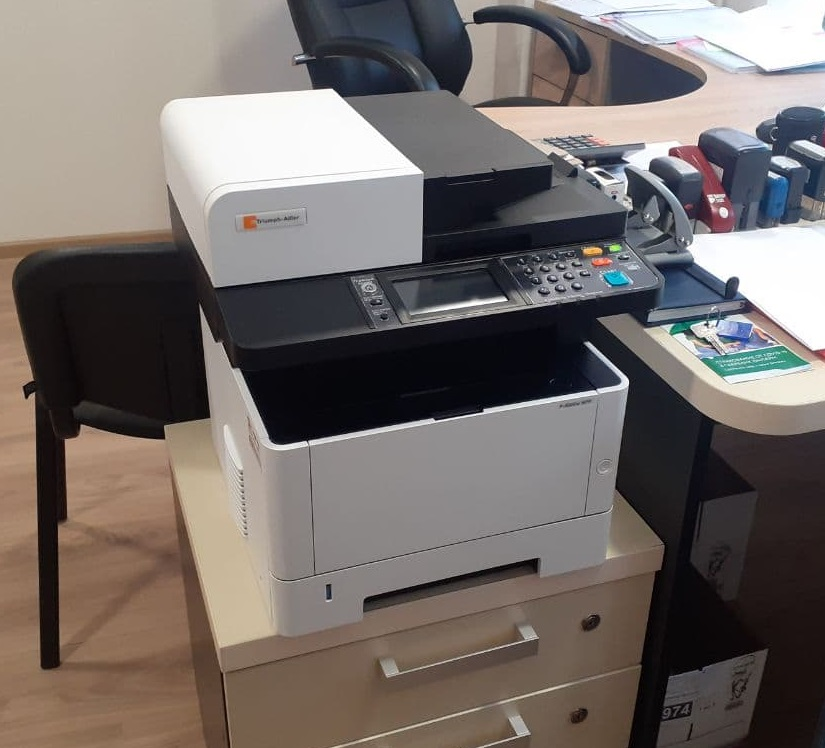
МФУ 4026 под маркой Triumph-Adler
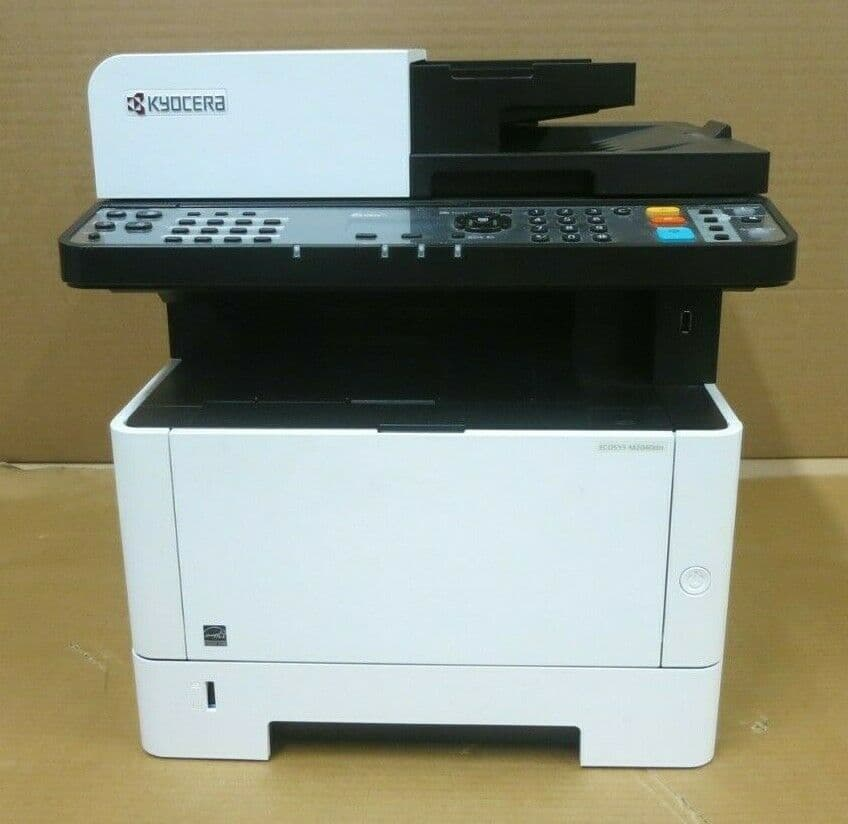
МФУ Kyocera, аналог других аппаратов из семейства